# Гай Семпроний Блез (консул)
Гай Семпроний Блез (лат. Gaius Sempronius Blaesus; III век до н. э.) — римский военачальник и политический деятель из плебейского рода Семпрониев, консул 253 и 244 годов до н. э. Руководил боевыми действиями на суше и на море в ходе Первой Пунической войны.

## Происхождение
Гай Семпроний принадлежал к плебейскому роду Семпрониев, представители которого регулярно занимали высшие магистратуры, начиная с 304 года до н. э.. Согласно Капитолийским фастам, у его отца и деда был преномен Тиберий. Блез (Blaesus) — это, предположительно, личное прозвище Гая Семпрония, которое стало когноменом для его потомков.

## Биография
Гай Семпроний впервые упоминается в источниках в связи с событиями 253 года до н. э., когда он получил свой первый консулат. Его коллегой был патриций Гней Сервилий Цепион. В это время шла Первая Пуническая война, и консулы получили совместное командование на море. После неудачных манёвров под Лилибеем на западе Сицилии Гай Семпроний и Гней Сервилий с флотом из 260 кораблей совершили грабительский набег на африканское побережье. Согласно Полибию, они «делали очень частые высадки, в которых, однако, не совершили ничего замечательного»; согласно Орозию, они «подвергли опустошению всё морское побережье, которое омывается Сиртами, и, поднявшись выше, где они захватили и разграбили многие города, доставили на корабли огромную добычу». На обратном пути из-за шторма им пришлось выбросить весь груз за борт. Благодаря этому они смогли благополучно добраться до Панорма, но в Тирренском море, уже у берегов Италии, их застиг новый большой шторм. В общей сложности затонули 150 римских кораблей. Орозий называет место этой катастрофы — мыс Палинур на западном побережье Лукании.
Следствием этой катастрофы стал временный отказ римлян от морской войны. Тем не менее Гай Семпроний отпраздновал триумф. В 244 году до н. э. он стал консулом во второй раз; теперь его коллегой был патриций Авл Манлий Торкват Аттик. Консулы совместно вели позиционную войну на Сицилии, в районе Панорма, против карфагенского полководца Гамилькара Барки. Какие-либо подробности этих боевых действий неизвестны: почти ежедневно происходили мелкие стычки, но масштабное сражение, которое бы решило исход войны, было невозможно. Это была война на истощение, в конечном итоге оказавшаяся более удачной для римлян. 
После второго консулата Блез не упоминается в сохранившихся источниках.
У Гая Семпрония было по крайней мере двое сыновей: Гай Семпроний (народный трибун в 211 году до н. э. и легат в 210 году) и Тиберий Семпроний, квестор в 217 году до н. э.